# Francesco Paresce
Francesco Paresce Marconi (Londra, 11 aprile 1940 – Roma, 20 dicembre 2019) è stato un fisico e astronomo italiano.
Era nipote di Guglielmo Marconi (la madre di Paresce era la figlia primogenita dello scienziato).
Negli anni ricoprì incarichi di ricerca nel settore dell'Astronomia presso università statunitensi e italiane, presso l'Agenzia Spaziale Europea e l'European Southern Observatory (ESO).

## Biografia
Nacque a Londra, durante le prime fasi della Seconda guerra mondiale. Il padre Gabriele Paresce, siciliano da parte del padre Francesco e russo da parte della madre Lidia Ignatov, lavorava nella capitale inglese presso l'ambasciata d'Italia. La madre di Francesco Paresce era Degna Marconi, figlia primogenita di Guglielmo Marconi e della sua prima moglie Beatrice O’Brien.
Alla dichiarazione di guerra la famiglia di Francesco Paresce fu imbarcata, come tutte le famiglie dei diplomatici Italiani, su una nave con rotta verso l'Italia dove Francesco rimase fino all'età di nove anni, per poi spostarsi negli Stati Uniti per seguire il padre che fu nuovamente assunto presso il Ministero degli Esteri come consigliere stampa all'ambasciata italiana a Washington D.C.
Dopo 5 anni passati in America, per volere del padre si dovette ambientare in una nuova realtà e si trasferì alla scuola francese di Washington dove conseguì il diploma di Baccalaureato in Filosofia. A diciotto anni si trasferì di nuovo in Italia iscritto alla facoltà di Fisica dell'Università La Sapienza di Roma, denominata  Guglielmo Marconi in onore di suo nonno, cercando però di tenere nascosta l'eccellente parentela.
Dopo la laurea, con tesi finale la costruzione di un prototipo di un rivelatore di luce ultravioletta, il professor Livio Gratton gli offrì una borsa del CNR per continuare le sue ricerche.
Nel 1967 Francesco Paresce si trasferì nuovamente negli USA per prendere una seconda laurea presso l'Università di Berkeley nella facoltà di astronomia. Ottenne anche il Ph.D. in Astronomia, il massimo grado accademico americano, nel 1972.
A Berkeley lavorò per varie missioni spaziali della NASA. Nel 1975 un suo progetto venne inserito nel lancio dell'Apollo-Sojuz: un telescopio sensibile all'EUV (Estremo Ultravioletto) e in grado finalmente di rilevare le possibili sorgenti EUV cosmiche.
Francesco Paresce era astrofisico associato all'Istituto Nazionale di Astrofisica (INAF) svolgendo le sue ricerche presso l'Istituto di astrofisica spaziale e fisica cosmica di Bologna. Era anche consulente dell'Agenzia Spaziale Europea (ESA) per il progetto congiunto ESA/NASA per il Hubble Space Telescope (HST). Si occupava in particolare della formazione stellare in ammassi giovani nelle nubi di Magellano. Lavorò per l'ESA come responsabile scientifico della Faint Object Camera su HST e per il European Southern Observatory come responsabile scientifico del Very Large Telescope Interferometer (VLTI).  Fu anche astronomo ordinario a Torino e membro del consiglio di amministrazione dell'INAF.
Fu autore di un libro intitolato Tra Razzi e Telescopi, DiRenzo editore, 2005; lasciò anche più di 180 articoli, ampiamente pubblicati in molte riviste scientifiche; inoltre ricevette diversi premi dalla NASA.

## Ascendenza
|                                       |                  |                                      | Genitori                              |  |  | Nonni |  |  | Bisnonni |  |  | Trisnonni |  |
|                                       |                  |                                      |                                       |  |  |       |  |  | …        |  |  | …         |  |
|                                       |                  |                                      |                                       |  |  |       |  |  | …        |  |  | …         |  |
|                                       |                  | …                                    |                                       |  |  |       |  |  | …        |  |  |           |  |
| Francesco Paresce                     |                  |                                      |                                       |  |  |       |  |  | …        |  |  |           |  |
|                                       |                  | …                                    | …                                     |  |  |       |  |  |          |  |  |           |  |
|                                       |                  | …                                    | …                                     |  |  |       |  |  |          |  |  |           |  |
|                                       |                  | …                                    | …                                     |  |  |       |  |  |          |  |  |           |  |
| Gabriele Paresce                      |                  | …                                    |                                       |  |  |       |  |  |          |  |  |           |  |
|                                       |                  | …                                    | …                                     |  |  |       |  |  |          |  |  |           |  |
|                                       |                  | …                                    | …                                     |  |  |       |  |  |          |  |  |           |  |
|                                       |                  | …                                    | …                                     |  |  |       |  |  |          |  |  |           |  |
| Lidia Ignatov                         |                  | …                                    |                                       |  |  |       |  |  |          |  |  |           |  |
|                                       |                  | …                                    | …                                     |  |  |       |  |  |          |  |  |           |  |
|                                       |                  | …                                    | …                                     |  |  |       |  |  |          |  |  |           |  |
|                                       |                  | …                                    | …                                     |  |  |       |  |  |          |  |  |           |  |
| Francesco Paresce                     |                  | …                                    |                                       |  |  |       |  |  |          |  |  |           |  |
|                                       | Giuseppe Marconi | Domenico Marconi                     |                                       |  |  |       |  |  |          |  |  |           |  |
|                                       | Giuseppe Marconi | Domenico Marconi                     |                                       |  |  |       |  |  |          |  |  |           |  |
|                                       | Giuseppe Marconi | Teresa Dolli                         |                                       |  |  |       |  |  |          |  |  |           |  |
| Guglielmo Marconi, I marchese Marconi | Giuseppe Marconi |                                      |                                       |  |  |       |  |  |          |  |  |           |  |
|                                       |                  | Annie Jameson                        | Andrew Jameson                        |  |  |       |  |  |          |  |  |           |  |
|                                       |                  | Annie Jameson                        | Andrew Jameson                        |  |  |       |  |  |          |  |  |           |  |
|                                       |                  | Annie Jameson                        | Margaret Miller                       |  |  |       |  |  |          |  |  |           |  |
| Degna Marconi                         |                  | Annie Jameson                        |                                       |  |  |       |  |  |          |  |  |           |  |
|                                       |                  | Edward O'Brien, XIV barone Inchiquin | Lucius O'Brien, XIII barone Inchiquin |  |  |       |  |  |          |  |  |           |  |
|                                       |                  | Edward O'Brien, XIV barone Inchiquin | Lucius O'Brien, XIII barone Inchiquin |  |  |       |  |  |          |  |  |           |  |
|                                       |                  | Edward O'Brien, XIV barone Inchiquin | Mary FitzGerald                       |  |  |       |  |  |          |  |  |           |  |
| Beatrice O'Brien                      |                  | Edward O'Brien, XIV barone Inchiquin |                                       |  |  |       |  |  |          |  |  |           |  |
|                                       |                  | Ellen Harriet White                  | Luke White, II barone Annaly          |  |  |       |  |  |          |  |  |           |  |
|                                       |                  | Ellen Harriet White                  | Luke White, II barone Annaly          |  |  |       |  |  |          |  |  |           |  |
|                                       |                  | Ellen Harriet White                  | Emily Stuart                          |  |  |       |  |  |          |  |  |           |  |
|                                       |                  | Ellen Harriet White                  |                                       |  |  |       |  |  |          |  |  |           |  |